# Прапор Гонконгу
Прапор Гонконгу, або Регіональний прапор спеціального адміністративного району Китайської Народної Республіки Гонконг (кит.: 中華人民共和國香港特別行政區區旗), являє собою стилізовану білу квітку Гонконзької орхідеї з п'ятьма пелюстками на червоному тлі.
Прапор Гонконгу прийнятий 16 лютого 1990 року. 10 серпня 1996 схвалений комітетом КНР з передачі суверенітету Гонконгу від Великої Британії до КНР. Вперше офіційно піднятий 1 липня 1997 року, на церемонії передачі суверенітету. Правила використання прапора відрегульовані згідно законам, прийнятим на п'ятдесят восьмій виконавчій зустрічі державної ради в Пекіні. Опис прапора закріплено в  Основному законі Гонконгу — конституційному документі району. Виготовлення, допустиме використання і неприпустимість паплюження прапора також регламентуються в положеннях про регіональний прапор та регіональний герб.

## Опис прапора

Побудова прапора Гонконгу

Прямокутне полотнище червоного кольору. У центрі стилізоване зображення квітки баугінії (Bauhinia) білого кольору з п'ятьма пелюстками зігнутими в напрямку годинникової стрілки. У кожній пелюстці зображена червона зірка, від якої до центру відходить червона вигнута лінія, яка разом із зіркою нагадує тичинки квітки. Квітка вписана в коло діаметром 3/5 від ширини прапора. Відношення ширини прапора до довжини  — 2:3. Зворотний бік прапора є дзеркальним відображенням лицьового боку.
| Колір    | HTML    | CMYK      | Textile colour | HSL            | Pantone |
| -------- | ------- | --------- | -------------- | -------------- | ------- |
| Червоний | #FF0000 | 0-87-99-0 | Chinese red    | 0°,100 %,50 %  | 186     |
| Білий    | #FFFFFF | 0-0-0-0   | White          | 0°,100 %,100 % |         |

## Символіка
Прапор символізує культурне, політичне і регіональне значення Гонконгу.
Червоний колір прапора, як і п'ять зірок в пелюстках квітки, ведуть своє походження від  китайського прапора і підкреслюють, що Гонконг - частина Китаю. Зіставлення червоного і білого кольору на прапорі відображає в символічній формі «одну країну — дві системи» — політичний принцип, який застосовується у відношенні до Гонконгу. Стилізоване біле зображення квітки (Bauhinia blakeana), що росте в Гонконзі, служить гармонічним символом для цієї дихотомії.

## Історія

Прапор Великої Британії 1841-1870 років
Колоніальний прапор Гонконгу 1870-1876 років.
Колоніальний прапор Гонконгу 1876-1955 років.
Колоніальний прапор Гонконгу 1955-1959 років.
Колоніальний прапор Гонконгу 1959-1997 років.
Прапор Губернатора Гонконгу 1959-1997 років.